# Валли (деревня)
Ва́лли (эст. Valli) — деревня в волости Рапла уезда Рапламаа, Эстония. 
До административной реформы местных самоуправлений Эстонии 2017 года входила в состав волости Райккюла. 

## География и описание
Расположена в 55 км к югу от Таллина и в 14 км к югу от уездного центра — города Рапла. Высота над уровнем моря — 57 метров.
Официальный язык — эстонский. Почтовый индекс — 78413.

## Население
По данным переписи населения 2021 года, в деревне проживали 44 человека, из них 43 (97,7 %) — эстонцы.
Численность населения деревни Валли по данным переписей населения:
| Год  | 1959 | 1970 | 1979  | 1989 | 2000 | 2011 | 2021 |
| ---- | ---- | ---- | ----- | ---- | ---- | ---- | ---- |
| Чел. | 80   | ↘ 72 | ↗ 106 | ↘ 81 | ↘ 65 | ↘ 51 | ↘ 44 |

## История
В 1936 году недалеко от центра мызы Ервакант (нем. Jerwakant , Ярваканди (эст. Järvakandi mõis)) появилось поселение, центральная часть которой получила название Валли. Происхождение такого топонима неизвестно, однако поблизости есть несколько хуторов с названием Валли. Это место упоминается как деревня в 1460 году (Jerwencato; в 1464 году — Jerwentayne ~ Jerwencayue), в 1485 году упоминается уже как мыза (Jerworikory ~ Jerwenkay).
В 1977 году, в период кампании по укрупнению деревень с Валли была объединена расположенная на его юго-восточной окраине деревня Каэра (эст. Kaera), получившая своё название в 1936 году по хутору Каэра (основан после 1774 года), а также деревня Мыйзатагузе (эст. Mõisataguse).